# Simone Zaza
Pour les articles homonymes, voir Zaza.
Simone Zaza (prononcé : [siˈmoːne ˈdzaddza]), né le 25 juin 1991 à Policoro (Italie), est un footballeur international italien qui évolue au poste d'attaquant.

## Biographie

### Carrière en club

#### Formation et révélation en divisions inférieures
Formé à l'Atalanta Bergame, avec qui il découvre la Serie A le 1er mars 2009 à 17 ans, Simone Zaza impressionne rapidement par sa qualité technique et est recruté par la Sampdoria Gênes qui le prête successivement à des clubs de divisions inférieures. C'est au cours de ces prêts qu'il se fait remarquer pour ses talents de buteur. Au cours de son prêt à Ascoli, où il est un temps meilleur buteur de Serie B, il est notamment supervisé par Leonardo en vue d'un transfert au Paris SG.

#### Confirmation en copropriété entre Juve et Sassuolo
Il est alors recruté en copropriété par la Juventus et le promu Sassuolo où il évolue en prêt. Il y marque 9 buts en 35 matchs pour sa première saison complète parmi l'élite. Son premier but en Serie A, inscrit lors d'une défaite à domicile 4 à 1 face à Livourne, est également le premier de l'histoire de Sassuolo dans ce championnat. Au terme de cette saison convaincante, Sassuolo rachète la totalité de ses droits pour 7,5 M€, mais la Juventus bénéficie toujours d'une clause de rachat. Auteur d'une nouvelle saison pleine, 11 buts en 31 rencontres de championnat, il rejoint enfin le club piémontais pour 18 M€ et y est lié jusqu'en juin 2020.

### Carrière internationale
Le 31 août 2014, il est convoqué pour faire partie de l'équipe nationale italienne par Antonio Conte. Pour sa première sélection, il est aligné d'entrée en match amical face aux Pays-Bas, il n'est pas buteur mais provoque un penalty transformé par De Rossi et l'expulsion de Martins Indi. Il marque son premier but en sélection le 9 septembre 2014 face à la Norvège (victoire 0-2), lors des phases de groupe des qualifications pour l'Euro 2016.
Durant le Championnat d'Europe 2016, il entre à la 121e minute à l'issue des prolongations lors du quart de finale Allemagne-Italie. N'ayant touché aucune balle lors du match, il rate son tir au but en envoyant le ballon au-dessus du but après une prise d'élan peu conventionnelle (défaite 1-1, tab 6-5).

## Palmarès
Juventus
- Supercoupe d'Italie (1) :
  - Vainqueur : 2015
- Championnat d'Italie (1) : 
  - Champion : 2016